# Efecto perspectiva

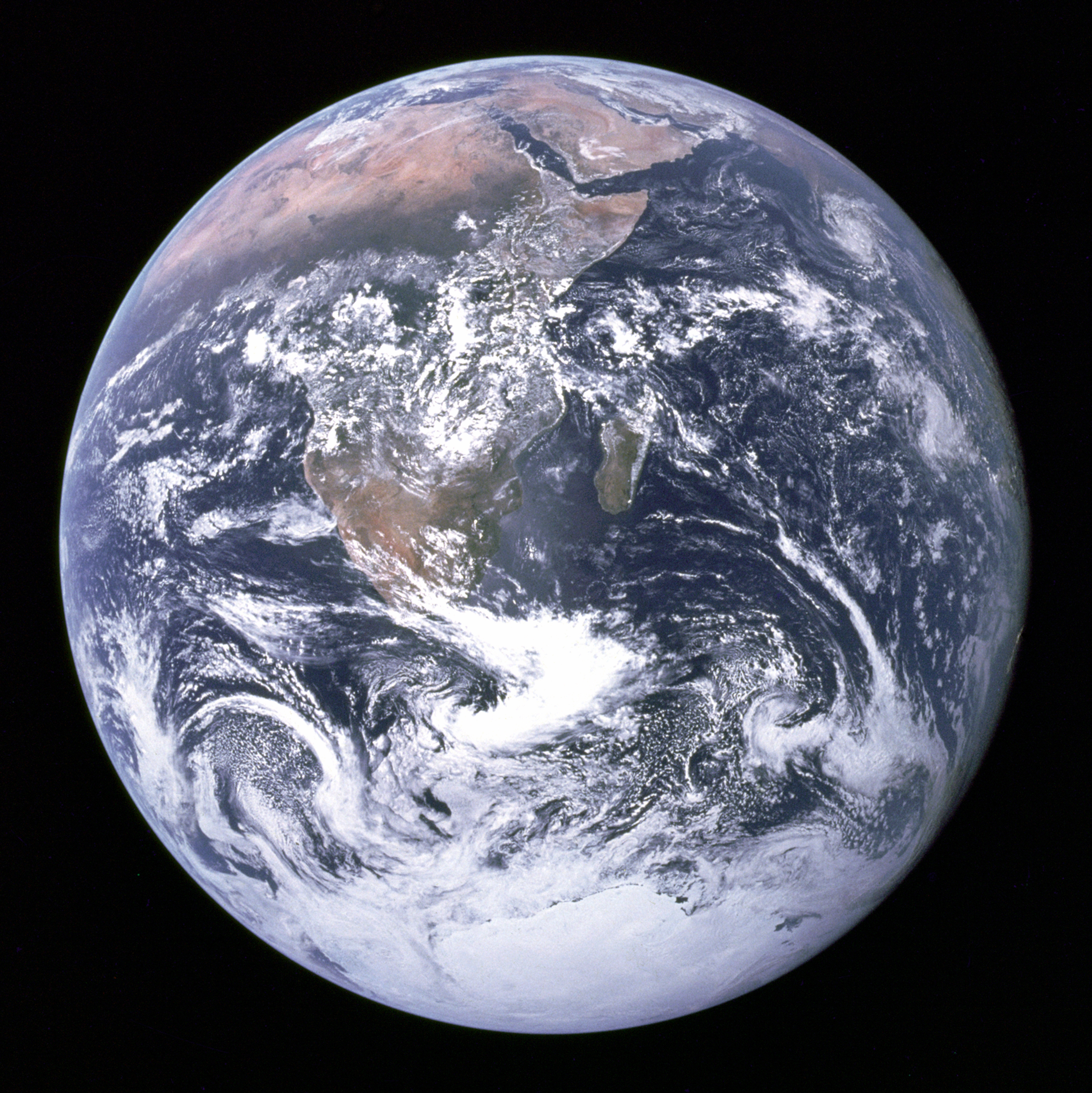
La Tierra vista por la tripulación del Apolo 17 en 1972.

El efecto perspectiva es un cambio cognitivo de la conciencia, reportado por algunos astronautas y cosmonautas durante los vuelos espaciales, cuando observan la Tierra, estando en órbita, o desde la superficie lunar.
Este efecto hace referencia a la experiencia de observar en primera persona la realidad de la Tierra desde el espacio, la cual se percibe inmediatamente como una débil y frágil bola de vida, "flotando en el vacío", protegida y sustentada por una atmósfera del grosor de un papel de fumar. Los astronautas afirman que las fronteras desaparecen, los conflictos que dividen a las personas ya no parecen importantes y la necesidad de crear una sociedad planetaria con un objetivo común de proteger este punto azul pálido, se convierte en algo obvio y acuciante.
Algunas personas que los han observado han notado también que su actitud había variado considerablemente. Los astronautas Rusty Schweikart, Edgar Mitchell, Tom Jones, Chris Hadfield y Mike Massimino son algunos de los que han mostrado este efecto.
El concepto y el término en inglés, Overview Effect, fue acuñado en 1987 por el escritor Frank White, que lo analizó en su libro The Overview Effect—Space Exploration and Human Evolution (Houghton-Mifflin, 1987), (AIAA, 1998).